# Казаково (Торопецкий район)
Казаково — нежилая деревня в Торопецком районе Тверской области России. Входит в состав Скворцовского сельского поселения.

## География
Расположена в юго-западной части района. Расстояние до Торопца составляет 22 километра, до деревни Скворцово 18 километров.
Климат
Деревня, как и весь район, относится к умеренному поясу северного полушария и находится в области переходного климата от океанического к материковому. Лето с температурным режимом +15…+20 °С (днём +20…+25 °С), зима умеренно-морозная −10…−15 °С; при вторжении арктических воздушных масс до −30…-40 °С.
Среднегодовая скорость ветра 3,5—4,2 метра в секунду.

## История
На топографической карте Фёдора Шуберта 1867—1901 годов обозначена деревня Казакова. Имела 6 дворов.
В списке населённых мест Торопецкого уезда Псковской губернии за 1885 год значится деревня Казаково (Казаново). Располагалась при колодце в 15 верстах от уездного города. Имела 5 дворов и 31 жителя.
На карте РККА 1923—1941 годов обозначена деревня Казаково. Имела 20 дворов.

## Население
| 2010 |
| ---- |
| 0    |

По данным переписи 2002 года, в деревне проживало 10 человек.
Национальный состав
Согласно результатам переписи 2002 года русские составляли 100 % населения деревни.